# Nestrašovice
Nestrašovice település Csehországban, a Příbrami járásban. Nestrašovice Myslín, Mirovice, Počaply, Starosedlský Hrádek, Tušovice, Březnice és Svojšice településekkel határos. Lakosainak száma 59 fő (2024. január 1.).

## Népesség
A település lakosságának változását az alábbi diagram mutatja:
| Lakosok száma | 217  | 184  | 209  | 145  | 83   | 62   | 59   | 60   | 60   | 59   |
|               | 1869 | 1890 | 1921 | 1950 | 1980 | 2001 | 2017 | 2019 | 2022 | 2024 |